# Johannes Walther (Spitalmeister)
Pater Johannes Walther (Brüder vom Orden des Heiligen Geistes) (* vor 1390; † 23. Mai 1394 in Rom) war von 1390 bis 1394 Spitalmeister des Kreuzherrenklosters im oberschwäbischen Memmingen. 
Der aus dem Memminger Kreuzherrenkloster stammende Pater Johannes Walther wurde von seinen Mitbrüdern 1390 zum Spitalmeister gewählt und von Spitalmeister Peter Förster aus dem Heiliggeistspital Stephansfeld eingeführt. Er geriet im ersten Jahr seiner Amtszeit mit einem Spitalpfleger, der auch als „gelber Hofmeister“ bekannt war, in Streit und prügelte sich mit ihm. Johannes Walther erlitt bei der Schlägerei schwere Verletzungen, von denen er sich jedoch wieder erholte. Durch einen Erlass von Papst Bonifaz IX. vom 25. November 1389 war es den Spitalbrüdern erlaubt, analog den Antonitern, Tiere mit Glocken zu versehen und in den Pfarreien aufziehen zu lassen. Die Memminger Antoniter gingen jedoch dagegen vor. Aus diesem Grund wurde der Spitalmeister Walther von seinem Orden nach Rom entsandt, um beim Papst diesen Zwist vorzutragen. Noch bevor er sein Anliegen vorbringen konnte, starb Johannes Walther am 23. Mai 1394 in Rom.